# Universidad de Jijel
La Universidad Mohamed Seddik Ben Yahia (en francés Université Mohamed Seddik Ben Yahia) es una universidad pública argelina situada en la ciudad de Jijel, en el vilayato homónimo.
Recibe este nombre en honor del político Mohamed Seddik Benyahia.